# Rebutia iscayachensis

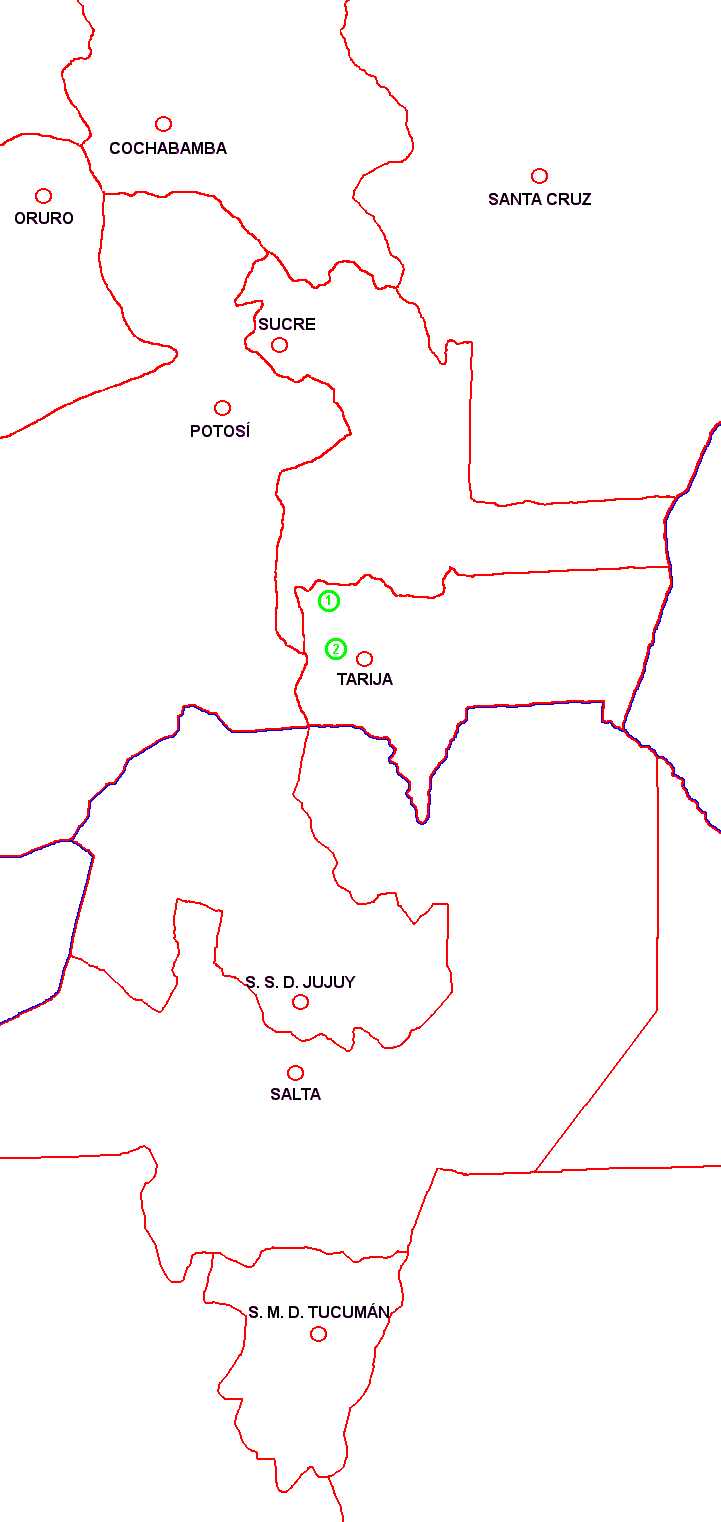
Mapa rozšíření R. iscayachensis

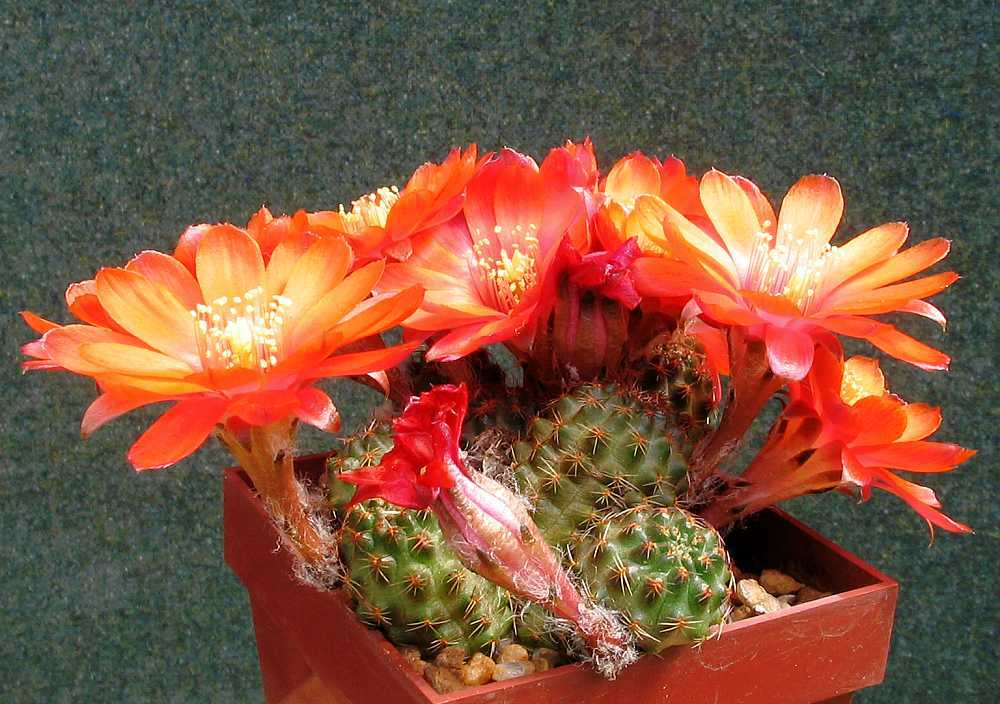
R. iscayachensis SE64

Rebutia iscayachensis je velmi zajímavá a nápadná rostlina sekce Digitorebutia ze širšího příbuzenstva R. pygmaea. Pojmenována byla na počest dr. Heimo Friedricha, pěstitele a znalce kaktusů a přítele W. Rausche.

## Rebutia iscayachensisRausch
Rausch, Walter; Succulenta, 56: 3, 1977
Sekce Digitorebutia, řada Iscayachensis
Synonyma: 
- Lobivia pygmaea (R. E. Fries) Backeb. var. iscayachensis (Rausch) Rausch, Lobivia 85, p. 116, 1987
- Rebutia pygmaea (R. E. Fries) Br. et R. var. iscayachensis (Rausch) ) J. Lodé, Cact. Aventures, 16: 17, 1992
- Rebutia pseudopygmaea Ritt. mom.nud.

### Popis
Stonek jednotlivý, 10 - 20 mm široký, jen málo protáhlý, s tlustým bílým řepovitým kořenem; pokožka tmavě šedozelená až tmavě zelená, nečervenající. Žeber 9 - 11, asi 2 - 3 mm vysoká, se zářezy až do 1/2 výšky; areoly 1,5 - 2 mm dlouhé, s malým množstvím nahnědlé plsti. Trnů 8 - 11, jen okrajové, hřebenovitě přilehlé, 2 - 4 mm dlouhé, světle hnědé až bílé, se zesílenou tmavě hnědou bází.
Květy hluboko postranní, 33 - 40 mm dlouhé; květní lůžko kulovité, často až pod úrovní půdy, s bělavými až zelenými, 1 - 2 mm dlouhými šupinami, bohatou bílou vlnou a často až 3 bílými vlasovými štětinami na areolu; květní trubka 9 - 14 mm dlouhá, na spodních 3 - 4 mm srostlá s čnělkou, nad tím nálevkovitá, nahoře 7 - 10 mm široká, uvnitř bledě purpurově červená, vně pokrytá jako lůžko; okvětní lístky 15 - 20 mm dlouhé, 4 - 7 mm široké, kopisťovité, nahoře zaokrouhlené až málo zašpičatělé, intenzívně rumělkové, na konci také šarlatově červené; nitky světle purpurové, 10 - 12 mm dlouhé, rovnoměrně rozložené, prašníky žluté; čnělka světle zelená, s 5 - 8 světle zelenými, 2 - 3 mm dlouhými rameny blizny ve výšce horních prašníků. Plod kulovitý, asi 10 mm široký. Semena černohnědá až černá, 1,2 x 1,0 mm velká, velmi jemně hrbolatá.

### Variety a formy
Variety ani formy nebyly popsány, v nevelké oblasti výskytu je populace, jako u většiny příbuzných taxonů, velmi jednotná. Kromě sběru, podle kterého byl druh popsán, WR 335B, sem patří také sběr FR 1122, který byl původně F. Ritterem označen jako R. pseudopygmaea a později ztotožněn s R. iscayachensis. V knize J. Pilbeama byl uveden sběr WR 355B, což je zřejmý překlep. Jako R. iscayachensis var. byl v některých publikacích označen sběr FR 1120. Rauschovy sběry WR 335 a WR 335A jsou přiřazovány k R. pygmaea. Nověji byla s R. iscayachensis spojena řada dalších položek, sběry LF 271, LH 779, 941 a 1142, RH 199 (?), 298 a 2049a, SE 64 a 152.

### Výskyt a rozšíření
Jako typové místo bylo W. Rauschem uvedeno Abra de Sama, nad Cana Cruz, blízko Iscayachi (Bolívie, departament Tarija, provincie Mendez), v nadmořské výšce asi 3500 m. F. Ritter jako místo svého sběru FR 1122 uvedl San Antonio, provincie Mendez (Bolívie, departament Tarija), ze stejné oblasti má pocházet i sběr FR 1120. Také všechny novější sběry jsou uváděny z provincie Mendez, s bližší lokalizací Iscayachi nebo Questa de Sama u sběrů LH, s Iscayachi je spojen i sběr RH 199, jako místo sběru RH 2049a bylo uvedeno Tarija, Palqui, u sběrů SE pak Abra de Sama. Nadmořská výška všech těchto lokalit leží mezi 3400 a 3930 m. Výrazněji se však odlišuje původ sběru RH 298, Pueblo Viejo (Argentina, prov. Jujuy), takže zde může být identifikace problematická.